# Niederbech
Niederbech ist ein Ortsteil der Gemeinde Much im Rhein-Sieg-Kreis. 

## Lage
Niederbech liegt im Becher Suthbachtal an der Grenze zu Nümbrecht. Nachbarorte sind Oberbech im Nordosten und Leuscherath im Westen. 

## Geschichte
1901 hatte der Weiler 15 Einwohner. Hier lebten die Haushalte Joh. Peter Berzbach, Maria Elisabeth Berzbach, Joh. Matthias Herkenrath, Joh. Kemmerling und Peter Josef Müller. Alle im Dorf waren Ackerer.